# Komorowo (Biała Piska)
Komorowo [kɔmɔˈrɔvɔ] (deutsch Kommorowen, 1938–1945 Ebhardtshof) ist ein Dorf in der polnischen Woiwodschaft Ermland-Masuren, das zur Gmina Biała Piska (Stadt- und Landgemeinde Bialla, 1938 bis 1945 Gehlenburg) im Powiat Piski (Kreis Johannisburg) gehört.

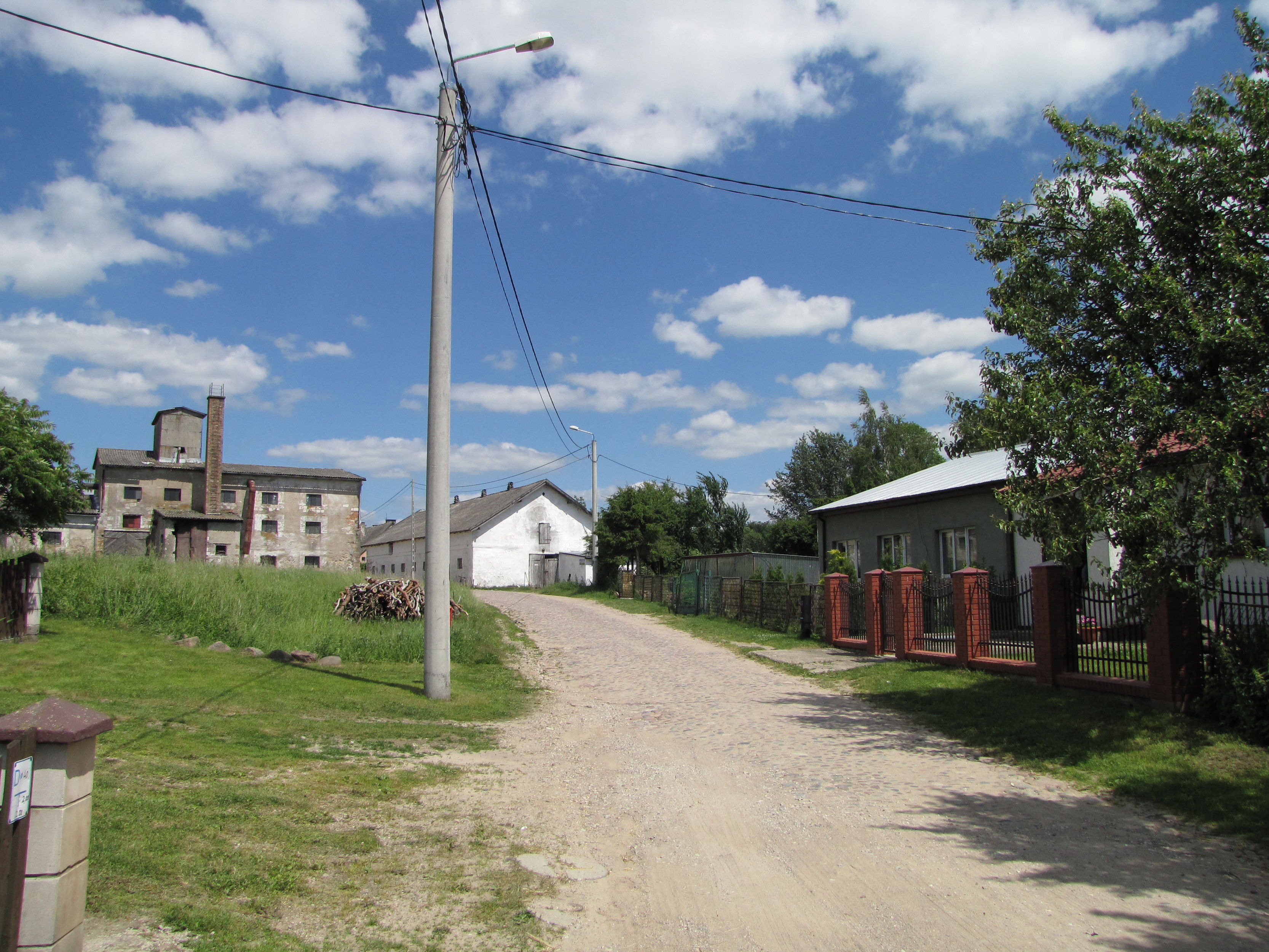
Der einstige Gutshof Kommorowen („Ebhardtshof“) im heutigen Komorowo im Jahre 2010

## Geographische Lage
Komorowo liegt im südlichen Osten der Woiwodschaft Ermland-Masuren, 19 Kilometer südöstlich der Kreisstadt Pisz (deutsch Johannisburg).

## Geschichte
Das um 1818 Kommorowken, bis 1938 Kommorowen genannte Gutsdorf wurde im Jahre 1516 gegründet. Es war zwischen 1874 und 1945 in den Amtsbezirk Belzonzen (1938 in „Amtsbezirk Großdorf (Ostpr.)“ umbenannt) eingegliedert, der zum Kreis Johannisburg gehörte. 
Am 1. Dezember 1910 zählte der Gutsbezirk Kommorowen 171 Einwohner.
Aufgrund der Bestimmungen des Versailler Vertrags stimmte die Bevölkerung im Abstimmungsgebiet Allenstein, zu dem Kommorowen gehörte, am 11. Juli 1920 über die weitere staatliche Zugehörigkeit zu Ostpreußen (und damit zu Deutschland) oder den Anschluss an Polen ab. In Kommorowen stimmten 100 Einwohner für den Verbleib bei Ostpreußen, auf Polen entfielen keine Stimmen.
Am 30. September 1928 schlossen sich die Landgemeinden Kosuchen (polnisch Kożuchy) und Rollken (polnisch Rolki) mit dem Gutsbezirk Kommorowen zur neuen Landgemeinde Kosuchen (1938 bis 1945 Kölmerfelde) zusammen. Am 3. Juni (amtlich bestätigt am 16. Juli) 1938 wurde das Dorf in „Ebhardtshof“ umbenannt.
1945 kam das Dorf in Kriegsfolge mit dem gesamten südlichen Ostpreußen zu Polen und erhielt die polnische Namensform „Komorowo“. Heute ist es Sitz eines Schulzenamtes (polnisch Sołectwa) und ist als solches eine Ortschaft im Verbund der Stadt- und Landgemeinde Biała Piska, bis 1998 der Woiwodschaft Suwałki, seither der Woiwodschaft Ermland-Masuren zugehörig.

## Religionen
Bis 1945 war Kommorowen in die evangelische Kirche Bialla in der Kirchenprovinz Ostpreußen der Kirche der Altpreußischen Union sowie in die römisch-katholische Kirche Johannisburg im Bistum Ermland eingegliedert. 
Heute gehört Komorowo katholischerseits zur Pfarrei Biała Piska im Bistum Ełk der Römisch-katholischen Kirche in Polen. Die evangelischen Einwohner halten sich zu ihrer Kirchengemeinde in Biała Piska, einer Filialgemeinde der Pfarrei Pisz in der Diözese Masuren der Evangelisch-Augsburgischen Kirche in Polen.

## Persönlichkeiten
- Julius Ebhardt (* 19. Februar 1816 auf Gut Kommorowen; † 24. Oktober 1894 in Kosuchen), Gutsbesitzer, Mitglied des Preußischen Abgeordnetenhauses

## Verkehr
Komorowo liegt südlich der polnischen Landesstraße 58 und ist über eine Stichstraße von Kożuchy Małe aus zu erreichen. Ein Bahnanschluss besteht über Biała Piska an der Bahnstrecke Olsztyn–Ełk (deutsch Allenstein–Lyck).